# Махов, Михаил Михайлович
Михаил Михайлович Махов (26 августа 1872 — 23 сентября 1919) — русский генерал, член военной организации «Национального центра».

## Биография
Родился в семье действительного статского советника Михаила Алексеевича Махова. По происхождению из потомственных дворян Смоленской губернии.
В 1889 году окончил Московский 3-й кадетский корпус и с 1 октября того же года вступил на военную службу. В 1891 году выпускник Николаевского кавалерийского училища, откуда выпущен корнетом (со старшинством 5 августа 1891) в лейб-гвардии Гродненский гусарский полк.
- С 1 июня 1892 по 8 ноября 1896 года состоял в запасе.
- Произведён в поручики (старшинство от 2 мая 1896).
- Произведён в штабс-ротмистры гвардии (старшинство от 18 апреля 1899).
- В 1902 году выпущен из Николаевской академии Генерального штаба по 1-му разряду.
- Произведён в капитаны Генерального штаба (старшинство от 18 апреля 1899). Отбыл лагерный сбор в Варшавском военном округе.
- С 2 октября 1902 по 29 сентября 1903 прикомандирован к Офицерской кавалерийской школе для изучения технической стороны кавалерийского дела.
- С 30 октября 1903 по 6 ноября 1904 года отбывал цензовое командование эскадроном в 1-м лейб-драгунском Московском полку.
- Произведён в подполковники (со старшинством с 6 декабря 1903).
- С 6 ноября по 8 декабря 1904 года служил старшим адъютантом штаба 1-й кавалерийской дивизии.
- С 8 декабря 1904 по 28 июня 1908 года служил помощником делопроизводителя канцелярии Главного Крепостного Комитета.
- 13 апреля 1908 года за отличие по службе произведён в полковники со старшинством с 6 декабря 1907 г. Для ознакомления с общими требованиями управления и ведения хозяйства в кавалерийском полку с 1 мая по 1 сентября 1906 года был прикомандирован к лейб-гвардии Драгунскому полку. С 8 мая по 2 сентября 1908 года был прикомандирован к артиллерии.
- С 28 июня 1908 по 10 июля 1910 года штаб-офицер при управлении 62-й пехотной резервной бригады. 20 июля по 5 сентября 1909 прикомандирован к пехоте.
- С 10 июля 1910 по 17 июля 1912 года служил начальником штаба 46-й пехотной дивизии.
- С 17 июля 1912 по 16 апреля 1914 года служил начальником штаба 4-й кавалерийской дивизии.
- С 16 апреля 1914 по 18 мая 1915 года служил командиром 15-го гусарского Украинского полка, в этой должности встретил начало Первой мировой войны.
- С 18 по 24 июня 1915 года служил командующим 1-й бригадой 14-й кавалерийской дивизии.
- 27 мая 1915 года за отличие по службе произведён в генерал-майоры со старшинством от того же дня (27.05.1915) и с утверждением в должности командира той же 1-й бригадой 14-й кавалерийской дивизии. 3 июля 1915 года во время прорыва немецких войск приказом командующего 14-й дивизией генерал-майором В. Н. Петерсом (Камневым) Махов принял командование 2-й бригадой 14-й дивизии, которая под непосредственным руководством командира 14-го гусарского Митавского полка полковника атаковала неприятеля у деревни Нерадово, что стало важнейшим эпизодом Третьего Праснышского сражения[2].
- С 24 июня 1915 по 29 февраля 1916 года служил командиром 1-й бригады 2-й кавалерийской дивизии.
- С 29 февраля 1916 по 15 марта 1916 года служил начальником штаба 1-й кавалерийской дивизии с переводом в Генеральный штаб.
- С 15 марта 1916 по 15 апреля 1917 года служил начальником штаба 4-й Донской казачьей дивизии.
- С 15 апреля 1917 по ? служил начальником штаба 5-й кавалерийской дивизии.

Вступил на службу в РККА. 25 мая 1918 года записано, что генерал-майор Махов высказал желание получить должность Начальника штаба округа, отряда, руководителя или помощника:680. С лета по 28 ноября 1918 года прикомандирован к Оперод Штаба СУОЗ. До июля 1919 года числился Комбригом 2-й резервной кавалерийской на Западном Фронте:566.
Служил в штабе Западного фронта для связи с «N-ской армией». 3 сентября 1918 года «во исполнение предписания Заместителя Наркомвоена Э. Склянского от 2 сентября № 229/271а» была послана срочная телеграмма генерал-майору М. М. Махову о командировании на Востфронт. А уже 6 сентября в Отделе по службе Генштаба Оперупра ВГШ было зарегистрировано письмо Махова, в котором он, жалуясь на свое «состояние здоровья», на «утрату 80 % трудоспособности», заявил, что «каких-либо назначений вдали от лечебного заведения и… клиники» он принять не может. 6 сентября М. Маховым было представлено свидетельство о болезни из Петроградского Николаевского госпиталя, в котором он «лечился с 14 июля 1918 г.» Оперуправлением ВГШ было выдано М. Махову Удостоверение, которым утверждалось, что «согласно представленному им свидетельству о болезни… он подлежит увольнению вовсе от службы вследствие чего командировка его в штаб Востфронта… отменяется». На 27/28 ноября 1918 г. Махов подал заявление в Управление по комсоставу ВГШ о желании быть назначенным на должность Начдива или Губвоенрука. Причем, известно, что к этому времени его кандидатура была утверждена на ту и другую должности
На 1 июля 1919 года состоял в в резерве лиц командного состава при штабе армий Западного фронта. Одновременно состоял в антибольшевистской организации Национального Центра в Петрограде (псевдоним «Махров»). Объединял деятельность всех военно-технических организаций при «Национальном центре», являлся представителем Юденича в Петрограде. Руководитель Сестрорецкого разведпункта регистрационного (разведывательного) отделения Мобилизационного управления штаба Петроградского военного округа РККА и многие служащие пункта работали на разведку Юденича и поддерживали связь с генералом М. М. Маховым.
В конце июля 1919 года попал в засаду ЧК на квартире петроградского инженера, члена кадетской партии В. И. Штейнингера, одного из руководителей петроградского отделения «Национального центра», арестованного 23 июля 1919 года. Расстрелян в Петрограде.

## Награды
- 1906 — орден Святой Анны 3-й степени;
- 25 декабря 1910 — орден Святого Станислава 2-й степени;
- 7 декабря 1913 — орден Святой Анны 2-й степени;
- 21 февраля 1915 — орден Святого Владимира 4-й степени с мечами и бантом;
- 17 августа 1915 — орден Святого Владимира 3-й степени с мечами.
- 26 августа 1915 — утверждены мечи к ордену Святой Анны 2-й степени;
- 2 ноября 1915 — орден Святого Станислава 1-й степени с мечами;

## Адреса
- 1918 до июля 1919(?) — Петроград, Графский пер. № 7, кв. 5, тел.: 133—132[3]:680.

### Рекомендуемые источники
- Мазохин О. Б. Первые операции особого отдела ВЧК в годы гражданской войны // Родина. 2008. № 12.